# Sankt Anna socken
Sankt Anna socken i Östergötland ingick i Hammarkinds härad, ingår sedan 1974 i Söderköpings kommun och motsvarar från 2016 Sankt Anna distrikt.
Socknens areal är 130,75 kvadratkilometer land. År 2000 fanns här 792 invånare. Sockenkyrkan Sankt Anna kyrka ligger i socknen. 

## Administrativ historik
Sankt Anna socken bildades 1521 genom en utbrytning ur Skällviks socken.
Vid kommunreformen 1862 övergick socknens ansvar för de kyrkliga frågorna till S:t Anna församling och för de borgerliga frågorna till Sankt Anna landskommun. Landskommunen inkorporerades 1952 i Stegeborgs landskommun och ingår sedan 1974 i Söderköpings kommun. Församlingen utökades 2002 och uppgick 2010 i Söderköping S:t Anna församling.
1 januari 2016 inrättades distriktet Sankt Anna, med samma omfattning som församlingen hade 1999/2000.  
Socknen har tillhört samma fögderier och domsagor som Hammarkinds härad.  De indelta båtsmännen tillhörde Östergötlands båtsmanskompani.

## Geografi
Sankt Anna socken ligger sydöst om Söderköping söder och sydost om Slätbakens yttersta del, kring Gropviken och Lindesfjärden.  Socknens fastlandsdel är slättbygd och småkuperad skogsbygd, medan den i övrigt är skärgårdsbygd.

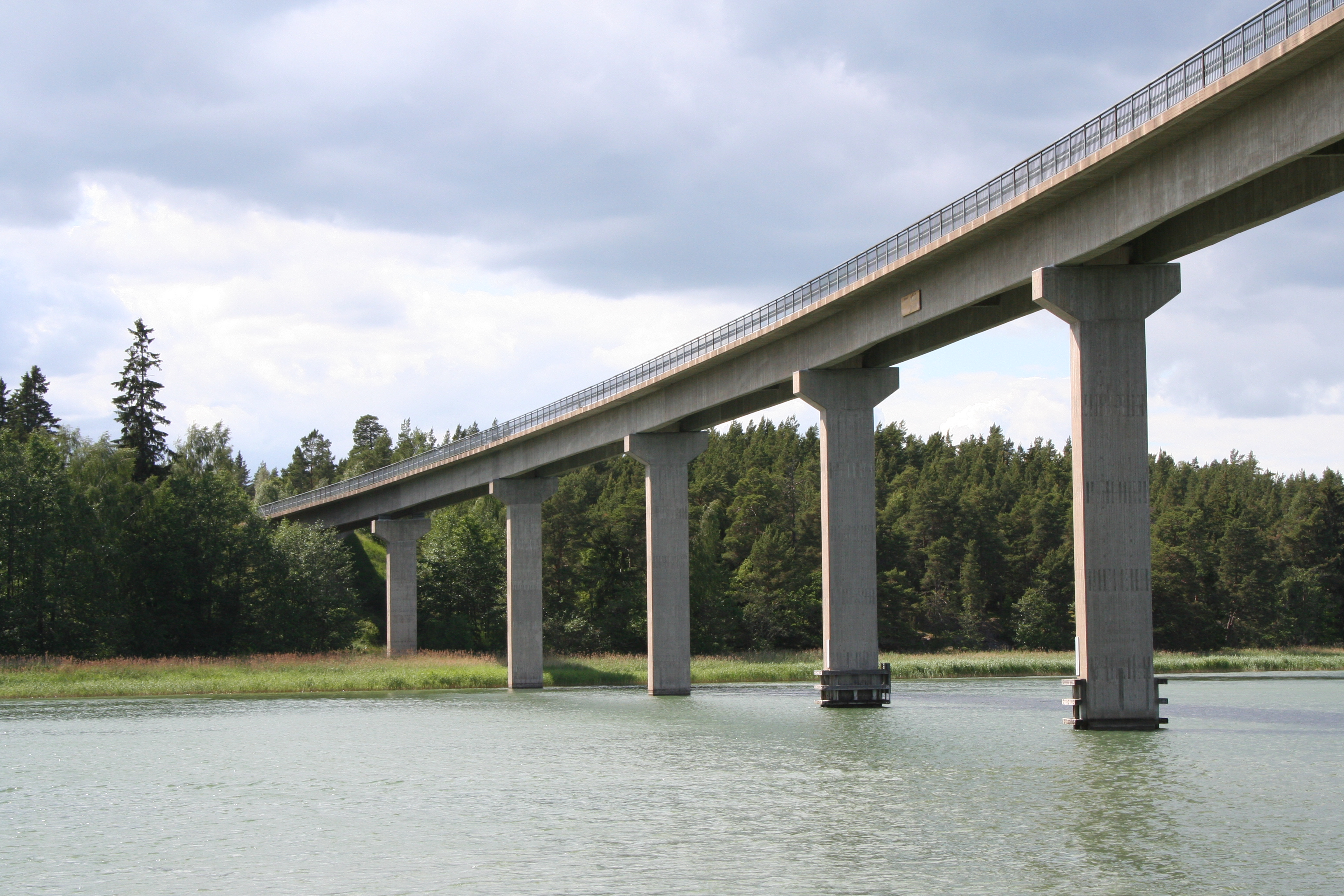
Lagnöbron

### Sankt Anna skärgård
Sankt Anna skärgård är en del av Östgötaskärgården och förgrenar sig på flera ställen, bland annat vid fjärden Orren i söder. De största öarna är Yxnö samt Norra och Södra Finnö, varav de båda förstnämnda numera vuxit samman genom landhöjningen med hjälp av de tidigare mellanliggande mindre öarna Lagnö och Gränsö. En stor del av skärgården omfattas idag av ett naturreservat samt av specifika fågel- och sälskyddsområden.
Norra delen av Sankt Anna skärgård har utbredd service under sommarhalvåret och mer begränsad service året runt med autohandel på Mon och i Bottna medan den södra delen även kan ta del av servicen i Valdemarsviks kommun. Sommarhalvåret finns lanthandel i Tyrislöt  samt ett antal mindre kiosker. 
Sankt Anna skärgård har befolkning året runt, förskola och skola med förskoleklass samt årskurs 1-6, samt kollektivtrafik i form av Närtrafik och buss och båtar/svävare.[källa behövs] 
Här finns också sedan 2014 i flera områden tillgång till bredband via kabel.[källa behövs]
De tre östgötakommunerna utmed kusten driver under sommarmånaderna gemensamt Skärgårdslinjen, med dagliga båtturer längs östgötakusten. Hamnen i Tyrislöt är noden i Sankt Anna skärgård.

## Sankt Anna skola

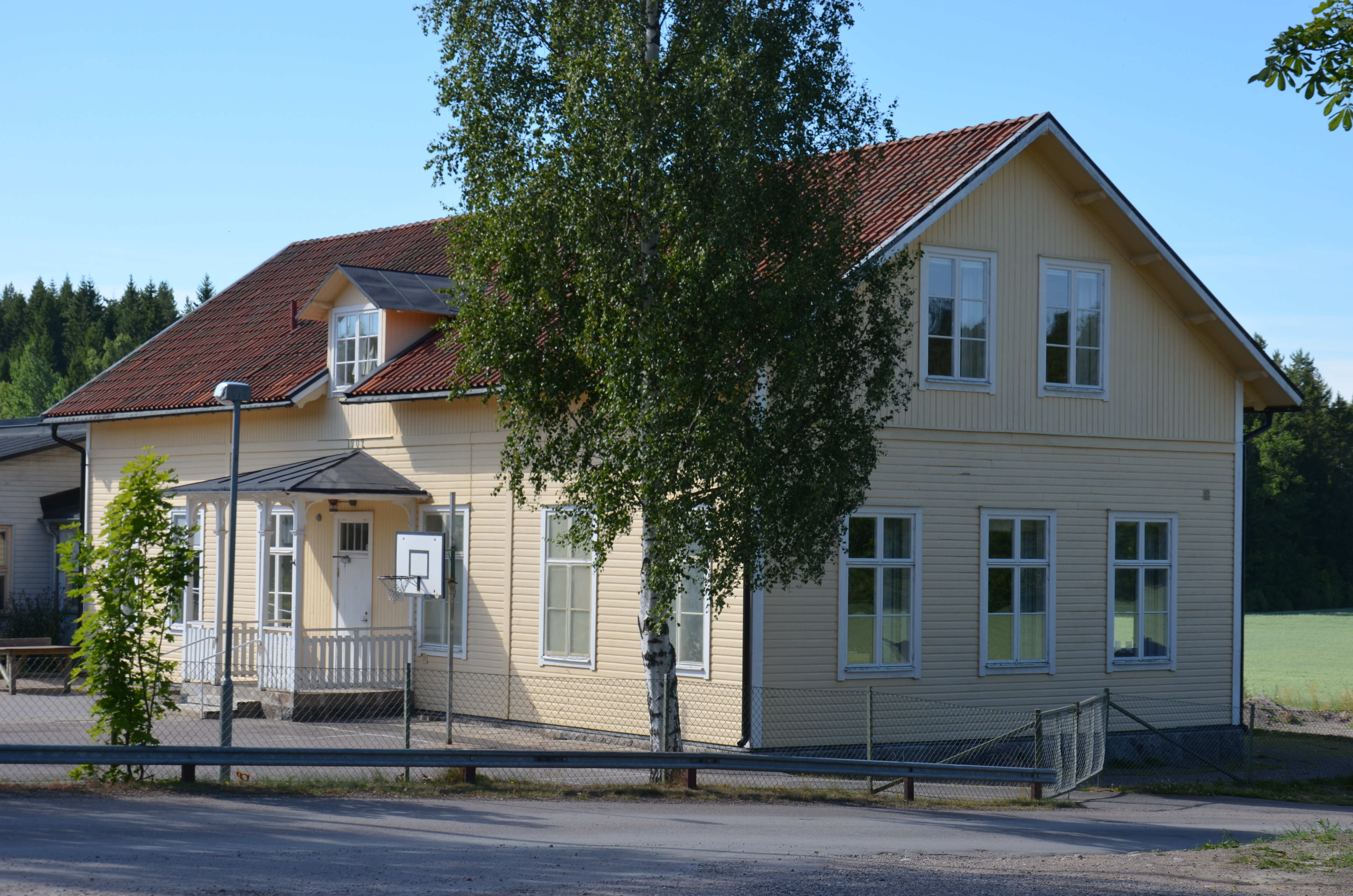
Sankt Anna skola

Sankt Anna skola är belägen i kyrkbyn. Gamla skolhuset (Kyrkskolan) i Sankt Anna uppfördes 1902. Denna byggnad är därmed det äldsta skolhuset i kommunen som fortfarande används för sitt ursprungliga ändamål. Första tiden fanns en lärosal på vardera våningen. Övre lärosalen var småskola och huset inrymde även en bostadslägenhet. År 1938 restaurerades skolan och 1948 moderniserades den. År 1965 byggdes skolan om så att den kom att inrymma lokaler för både låg- och mellanstadiet. Detta år tillkom också skolans gymnastikbyggnad. Från höstterminen 1966 användes även en del av gymnastiksalen till matsal och nedre botten utrustades för undervisning i träslöjd. Ännu en renovering skedde 1984, och skolan fick då sitt nuvarande utseende. Detta år påbörjades den utbyggnad av "gymnastikhuset" som idag inrymmer såväl matsal som lokaler för förskolan. I anslutning till skolan finns även förskola, fritidshem och daghem.

## Fornlämningar
Kända från socknen är gravrösen från bronsåldern samt spridda gravar och en fornborg från järnåldern.

## Pensionatsverksamheten i Sankt Anna socken
Under första hälften av 1900-talet växte ett pensionatsväsen fram i socknen. Det första pensionatet var Edkullen, som öppnades 1915, och som på 1920-talet följdes av andra, som Fohgelbergs, Vänsö, Fredkulla, Gransjö och Petersborg. Totalt fanns ett 20-tal pensionat i bygden. Standarden var enkel, den hygienska utrustningen bestod bara av ett handfat, toaletten delade hyresgästerna på. Den alltmer omoderna standarden gjorde att gästerna började tryta på 1960-talet, och pensionatsvärdarna tvingades att antingen modernisera eller att upphöra med verksamheten. De flesta valde det senare alternativet, och idag (2018) finns bara två kvar, Båtsholm och Mon.

## Namnet
Namnet (1542 Sankt Anne) kommer från gamla Sankt Anna kyrka, som helgats åt Sankta Anna, skyddshelgon åt sjöfarare.